# 神女控
《神女控》是由日本游戏厂商株式会社 Nubee Tokyo制作的一款在线卡片战斗兼城市建设游戏，于2013年2月发布于iOS和Android平台，並榮獲Google Play中文地區2013年最佳遊戲。
游戏本身免费，但是可以通过加值体验一些有偿服务。游戏内置5种语言（日文、简体中文、繁体中文、英文、韩文），可根据系统语言自动切换。

## 發展歷史
- 2013年9月底，遊戲的註冊用戶超過了150萬[2]。
- 2013年12月下旬，游戏升级至2.0版，新增UR级卡片和HUR级卡片。
- 2014年11月下旬，游戏升级至3.0版，部分HUR和HSR卡片可进化至GUR和GSR，游戏系统作了一些改进，并新增了六首BGM。
- 2015年12月26日，开发商株式会社 Nubee Tokyo（日语：NUBEE_PTE_LTD_.）宣布解散[3]。
- 2016年1月1日，日本手游商Mynet（日语：マイネット）以1亿5636万日元的价格买断了此游戏的全部权利[4]，接手此游戏的运营[5]。
- 2016年11月中旬，游戏新增LR级卡片。之后又新增了HLR和GLR级卡片。
- 2019年1月11日，游戏升级至5.0版，并新增XSR、XUR及XLR卡片。[6]
- 2021年3月31日，发布公告，“『神女控』將於 2021/05/30 12:00 (JST) 結束遊戲服務”，于当日关闭充值入口。[7] [8]

## 游戏简介
玩家在游戏中要建设一个充满幻想色彩的王都，
并召唤来自各类奇幻、神話题材的美丽少女们进行战斗。
透過多樣化的「戰役」、「魔女討伐」等，來獲得收集少女卡牌的樂趣。

## 遊戲內容

### 卡牌

#### 屬性
分別有「火 Passion」、「水 Cool」、「光 Light」、「闇 Dark」和「特殊」屬性。
分別為「火 Passion」和「水 Cool」相剋；「光 Light」和「闇 Dark」相剋，「特殊」屬性則無，相剋攻擊時能打出較高的傷害。

#### 稀有度
稀有度由低到高分別為「N/HN」、「R/HR」、「SR/HSR/GSR/XSR」、「UR/HUR/GUR/XUR」、「LR/HLR/GLR/XLR」
卡牌稀有度前面多了「H」為進化後的顯示方式，卡牌牌面會出現變化、能力會增強；
「G」則為覺醒後的顯示，需「SR」及階級以上、進化後的的卡牌才可覺醒，牌面不會有變化，但能力比進化增強幅度更高。
「X」則為超覺醒後的顯示，需「SR」階級以上、覺醒後的的卡牌才可超覺醒，牌面边框會有變化，且能力比覺醒增強幅度更高。
強度為「N」<「HN」<「R」<「HR」<「SR」<「HSR」<「GSR」<「XSR」
　　　「UR」<「HUR」<「GUR」<「XUR」
　　　「LR」<「HLR」<「GLR」<「XLR」

#### 卡牌強化
可通过使用『密術』來增強卡牌能力。

##### 強化
可透過選擇素材卡牌將卡牌等級提升至最高，強化時會顯示強化後等級，素材卡牌在按下強化後會消失。
最高等級 :
「N」 Lv.30
「HN」、「R」 Lv.40
「HR」、「SR」 Lv.50
「HSR」 Lv.60
「GSR」、「UR」 Lv.70
「HUR」 Lv.80
「GUR」、「LR」、「XSR」 Lv.90
「HLR」 Lv.100
「GLR」、「XUR」 Lv.110
「XLR」 Lv.130

##### 進化
可將兩張同樣卡牌進化，牌面會較進化前華麗。
進化時可能會出現「反轉」，「屬性」可能會相反，牌面、技能也隨之改變。
如「SR」進化為「HSR」，2張滿等進化能力增強幅度較2張Lv.1的卡牌高出許多，進化後才可進行『覺醒』。

##### 合成
由兩張卡牌合成為另一張新的卡牌。
如2張「HSR」合成為1張「UR」；能否合成可看卡牌各資料書本顯示，合成後的卡牌視卡牌各資料內書本的顯示而定。

##### 覺醒
在進化後才可進行『覺醒』，僅「HSR」階級以上可進行，要覺醒的卡牌不必滿等。
覺醒後在戰鬥時會隨機出現「覺醒爆發」，每場戰鬥只有一次。※若由「技能」發動，則不限次數；發動技能的「覺醒爆發」在爆發結束後還有機率出現隨機的「覺醒爆發」。
「覺醒爆發」
「GSR」和「GUR」為3回合。
「XSR」和「XUR」為4回合。
「GLR」為5回合。
「XLR」為7回合。
爆發完畢後，卡牌個體的兵力數會回復至戰鬥初始狀態。

##### 密術
可使用「獎章」至商店內兌換，也可由「戰役」、「魔女討伐」等獲得。
「獎章」的獲得方式可由卡牌兌換、活動贈送等獲得。
在「強化」、「進化」時使用，可提升卡牌能力值。

#### 技能
可在進行「戰役」、「魔女討伐」、「公會戰」等發動。
可在「強化」內的「技能強化」進行等級的提升。
「技能強化」
需使用「獎章」進行技能等級的提升。
提升後技能發動機率可能會增高，如15%增強為20%；
如是攻擊技能，則技能攻擊傷害也可能會增高，如從400%攻擊增至500%攻擊。

#### 召喚
為獲得卡牌的一種方式，可透過使用「寶石」、「召喚卷」、「友情點數」進行召喚；
「寶石」可透過儲值、遊戲內部獲得；
「召喚卷」可由活動、魔女討伐等獲得；
「友情點數」可從活動、戰友點擊資源等方式獲得。

### 王都建設
可由商店內部進行「建築物」、「裝飾品」等的購買；主要需使用「資源」來購買。
可自由的進行打造排設，為遊戲的特色之一。

### 魔女討伐
為主要的卡牌獲得方式。
在「魔女討伐戰」內；需從「戰役」中進軍限定地圖，進而發現「魔女」進行討伐。
討伐魔女後的獎勵非常豐碩，從「N」至「UR」階級的卡牌都可能獲得。
每個「魔女討伐戰」的活動時間大致半個月，有中途、最終獎勵，「LR」階級的卡牌可從此獲得。

#### 魔女
有「限定魔女」、「幻想魔女」等；
親密度滿時背景會發生改變，討伐完畢時獎勵箱會為粉色；
若「魔女」逃跑，則等級和親密度會降低。
在討伐獎勵的第二格會獲得該卡牌或「召喚卷」，詳情為遊戲內活動公告為主。
會發動各種的技能，討伐完會獲得獎勵、經驗值和排名所需的「魔女討伐點數(pt)」。
討伐戰友發送魔女討伐邀請的「魔女」時，僅會獲得一個獎勵。
「限定魔女」
會隨著遭遇次數慢慢提升等級，至Lv.200時，血量940500。
「幻想魔女」
遇到時即為Lv.300，血量3500000，較「限定魔女」攻擊力高，獎勵也較好。
限定區域內的「幻想魔女」為Lv.500，血量7000000，較Lv.350的魔女更強。

#### 創世魔女
較普通魔女(「限定魔女」、「幻想魔女」)更為強勁，也可能會獲得到較好的獎勵。
為血量1億的魔女，只可和公會成員討伐，一出現就會公告全公會；
一次只可10人進行討伐，滿10人之後才會再出現第2位。

#### 魔女之扉
在進軍活動的限定地圖進軍時會突然出現的特別區域，活動期間可多次進入。
有30分鐘的時間限制，其中魔女全部討伐完畢時，魔女之扉即會消失；
在魔女之扉中無法進軍限定地圖、無法發送魔女討伐邀請給「戰友」；
可使用較多的討伐次數進行部隊攻擊力的加成。

#### 深淵魔女
由50張卡牌放進「雷神部隊」、再用「攻擊部隊」進行戰鬥，總攻擊力由「雷神部隊」的合計攻擊力進行推算。

### 排名系統、公會、戰友等

#### 排名系統
在「魔女討伐戰」、「公會戰」、「深淵魔女」等中會有排行，排行越前，獎勵越豐碩。

#### 公會
滿等為Lv.25；
有「女神朝聖」，透過捐贈「友情點數」、「N」和「R」卡牌進行，捐獻達一定數量時女神會降臨，玩家可獲得卡牌。
各職位有不同的能力，如只有「會長」可操作公會會員的「招募」和「除名」等。

#### 戰友
可互相幫助進行遊戲；
在「魔女討伐戰」時發送討伐邀請、可進行資源點擊獲得「友情點數」等。

## 繪師[9]
- あっきー人　　　　　　Blog （页面存档备份，存于）　Pixiv （页面存档备份，存于）　Twitter （页面存档备份，存于）

- あるちぇ　　　　　　　Pixiv （页面存档备份，存于）　Twitter （页面存档备份，存于）

- えめらね　　　　　　　Blog （页面存档备份，存于）　Website （页面存档备份，存于）　Pixiv （页面存档备份，存于）　Twitter （页面存档备份，存于）

- えとまい　　　　　　　Website （页面存档备份，存于）　Pixiv （页面存档备份，存于）　Twitter （页面存档备份，存于）

- はくだ　とふ　　　　　Blog(新) （页面存档备份，存于）　Blog(旧) （页面存档备份，存于）　Tumblr （页面存档备份，存于）　Pixiv （页面存档备份，存于）　Twitter （页面存档备份，存于）

- ふーぷ（星乃）　　　　Website （页面存档备份，存于）　Tumblr （页面存档备份，存于）　Pixiv （页面存档备份，存于）　Twitter （页面存档备份，存于）

- 片桐　　　　　　　　　Pixiv （页面存档备份，存于）　Twitter （页面存档备份，存于）

- 風間日　　　　　　　　Website （页面存档备份，存于）　Tumblr （页面存档备份，存于）　Pixiv （页面存档备份，存于）　Twitter

- カザお　　　　　　　　Website （页面存档备份，存于）　Pixiv （页面存档备份，存于）　Twitter （页面存档备份，存于）

- Koi　　　　　　　　　 Website （页面存档备份，存于）　Pixiv （页面存档备份，存于）

- Miyabi　　　　　　　　Pixiv （页面存档备份，存于）　Twitter （页面存档备份，存于）

- モモ肉　　　　　　　　Pixiv （页面存档备份，存于）　Twitter （页面存档备份，存于）

- Natsumi　　　　　　　 Website （页面存档备份，存于）　Pixiv （页面存档备份，存于）　Twitter （页面存档备份，存于）

- 猫野ひな　　　　　　　Pixiv （页面存档备份，存于）

- 鈍色玄　　　　　　　　Pixiv （页面存档备份，存于）　Twitter （页面存档备份，存于）

- Nyoro　　　　　　　　 Pixiv （页面存档备份，存于）

- おおもりあいか　　　　Pixiv （页面存档备份，存于）

- ぺス　　　　　　　　　Pixiv （页面存档备份，存于）

- ぴこぴこぐらむ　　　　Website （页面存档备份，存于）　Pixiv （页面存档备份，存于）　Twitter （页面存档备份，存于）

- ぷぅ　　　　　　　　　Blog （页面存档备份，存于）　Instagram　Pixiv （页面存档备份，存于）　Twitter （页面存档备份，存于）

- れんた　　　　　　　　HP （页面存档备份，存于）　Website （页面存档备份，存于）　Pixiv　Twitter （页面存档备份，存于）

- リリト　　　　　　　　Website　Tumblr （页面存档备份，存于）　Pixiv （页面存档备份，存于）　Twitter （页面存档备份，存于）

- 桜もよん　　　　　　　Website （页面存档备份，存于）　Portfolio （页面存档备份，存于）　Pixiv （页面存档备份，存于）　Twitter （页面存档备份，存于）

- 皐アスカ　　　　　　　Website （页面存档备份，存于）　Pixiv （页面存档备份，存于）　Twitter

- 紫刀　　　　　　　　　Website （页面存档备份，存于）　Pixiv （页面存档备份，存于）　Twitter （页面存档备份，存于）

- ソンソソ　　　　　　　Pixiv （页面存档备份，存于）　Twitter （页面存档备份，存于）

- てるてる法師　　　　　HP （页面存档备份，存于）　Pixiv （页面存档备份，存于）　Twitter （页面存档备份，存于）

- うさぎねずみ　　　　　Blog （页面存档备份，存于）　Pixiv （页面存档备份，存于）　Twitter

- うーろ　　　　　　　　Pixiv （页面存档备份，存于）

- 耶月ゆら　　　　　　　Website （页面存档备份，存于）　Tumblr （页面存档备份，存于）　Pixiv （页面存档备份，存于）　Twitter （页面存档备份，存于）

- 塩辛太郎　　　　　　　Pixiv （页面存档备份，存于）　Twitter （页面存档备份，存于）

- 雪村柚吉(雪村まなみ)　Pixiv （页面存档备份，存于）　Twitter （页面存档备份，存于）